# Mackenzie Ziegler
Pour les articles homonymes, voir Ziegler.
Mackenzie Frances Ziegler, née le 4 juin 2004 à Pittsburgh, est une danseuse, chanteuse, actrice, mannequin et compositrice américaine et est la fille cadette de la famille Ziegler ,,,.
Elle est surtout connue pour avoir participé à Dance Moms, une émission de télé-réalité de danse.
Elle a commencé à danser à l'Abby Lee Dance Company à Pittsburgh à l'âge de 2 ans. Avec cette compagnie, elle a gagné des titres dans des concours de danse.

## Biographie

### Famille
Son père, Kurt Ziegler, est d'origine allemande et polonaise ; sa mère, Melissa Gisoni, d'origine italienne,. Sa sœur aînée est la danseuse Maddie Ziegler. En 2011, leurs parents divorcent,. Depuis, leur père comme leur mère se sont remariés ; et Kenzie et sa sœur ont deux demi-frères Carl et Taylor ainsi qu'un demi-frère Mathieux et deux demi-sœur par alliance, Maryah et Lucy- Ana.